# Auto Fast Idle System
AFIS staat voor: Auto Fast Idle System. Systeem van Suzuki dat op motoren met injectie de brandstoftoevoer bij koude motor regelt afhankelijk van de motortemperatuur als vervanging van de choke.